# ロスハウプテン
ロスハウプテン (ドイツ語: Roßhaupten) は、ドイツ連邦共和国バイエルン州シュヴァーベン行政管区のオストアルゴイ郡に属す町村（以下、本項では便宜上「町」と記述する）で、ロスハウプテン行政共同体の本部所在地である。

## 地理
ロスハウプテンはアルゴイ地方のフォルゲン湖沿いに位置する。ロスハウプテンの面積は約3,910haである。

### 自治体の構成
この町は、公式には25の地区 (Ort) からなる。このうち小集落や孤立農場などを除く集落を以下に列記する。
- ロスハウプテン
- ザマイスター
- ウッセンブルク

## 歴史
ロスハウプトはアウクスブルク司教領に属した。1803年の帝国代表者会議主要決議以降はバイエルンに属した。ロスハウプトは1206年に初めて文献に記録されている。

### 人口推移
- 1970年 1,547人
- 1987年 1,768人
- 2000年 2,075人
- 2005年6月30日 2,177人

## 行政
町長は2008年5月1日以降、トーマス・ピフシュが務めている。

### 紋章
図柄: 赤地に2本の銀の波帯の上に銀の馬の頭部（「ロスハウプテン」は「馬の頭部」を意味する（後述））。

## 経済と社会資本

### 交通
連邦道B16号線（ギュンツブルク - フュッセン）が町内を通っている。
ロスハウプテンに駅があった鉄道マルクトオーバードルフ - レヒブルック線は1970年代に廃止され、自転車道に造り替えられた。現在、最寄りの駅は、ビーセンホーフェン - フュッセン線のゼーク駅である。

## 教育
- 国民学校: 基礎課程学校 1校、本課程学校 1校

## 伝説
8世紀、ロスハウプテンには竜が住んでいた。竜は人を恐れおののかせて追い払っては、飼っていた馬を好んで食べた。馬を頭まで丸飲みに食していたことから村の名前が付けられた（Roßhauputen → Roß（馬）＋ Haupt（頭部））。ロスハウプテンの人々は聖マグヌスに助けを乞うた。マグヌスは、片手に先端が十字になった長い杖、もう片方にタールを塗った輪を持っただけでこの怪物に立ち向かった。ロスハウプテンの人々は武器なしで竜と戦っても勝てないと、マグヌスを引き留めようとした。しかし、マグヌスは勝利して帰ってきた。彼は竜が大きく開いた口に輪をはめて竜を殺したのだった。この伝説の竜はおそらく異教徒を暗示するもので、8世紀にマグヌスがロスハウプト周辺の布教に成功したことを示している。しかしロスハウプテンでは、現在も竜は畏敬の対象である。石造りになったものの、竜はロスハウプテンへ向かう街道を見守っている。B16号線でフュッセンからロスハウプトへ向かうとき、ティーフェンタール橋を少し過ぎたところにそれはある。

## 引用
1. ↑  https://www.statistikdaten.bayern.de/genesis/online?operation=result&code=12411-003r&leerzeilen=false&language=de Genesis-Online-Datenbank des Bayerischen Landesamtes für Statistik Tabelle 12411-003r Fortschreibung des Bevölkerungsstandes: Gemeinden, Stichtag (Einwohnerzahlen auf Grundlage des Zensus 2011)
2. ↑  Bayerische Landesbibliothek Online
3. ↑  Alfred Weitnauer, Hermann Endrös: Allgäuer Sagen